# Heikki Liimatainen
Heikki Liimatainen, född 14 mars 1894 i Karstula, död 24 december 1980 i Borgå, var en finlandssvensk idrottsman. 
Liimatainen vann OS-guld i lagterräng i Antwerpen 1920, där han tog brons individuellt och var sjunde på 10 000 meter. Också i Paris 1924 vann han lagguld i terränglöpning, sedan han i den stekande hettan raglat omkring på stadion innan han klarade av att gå i mål och därmed som tredje man räddade den finländska segern. I Paris var han tolfte individuellt. Han var 1918–1920 finländsk mästare på 10 000 meter samt silvermedaljör på 5 000 meter 1919 och bronsmedaljör 1918. Han var till yrket företagsledare och ordförande för Borgå Akilles 1925–1929.